# Impasse du Papier

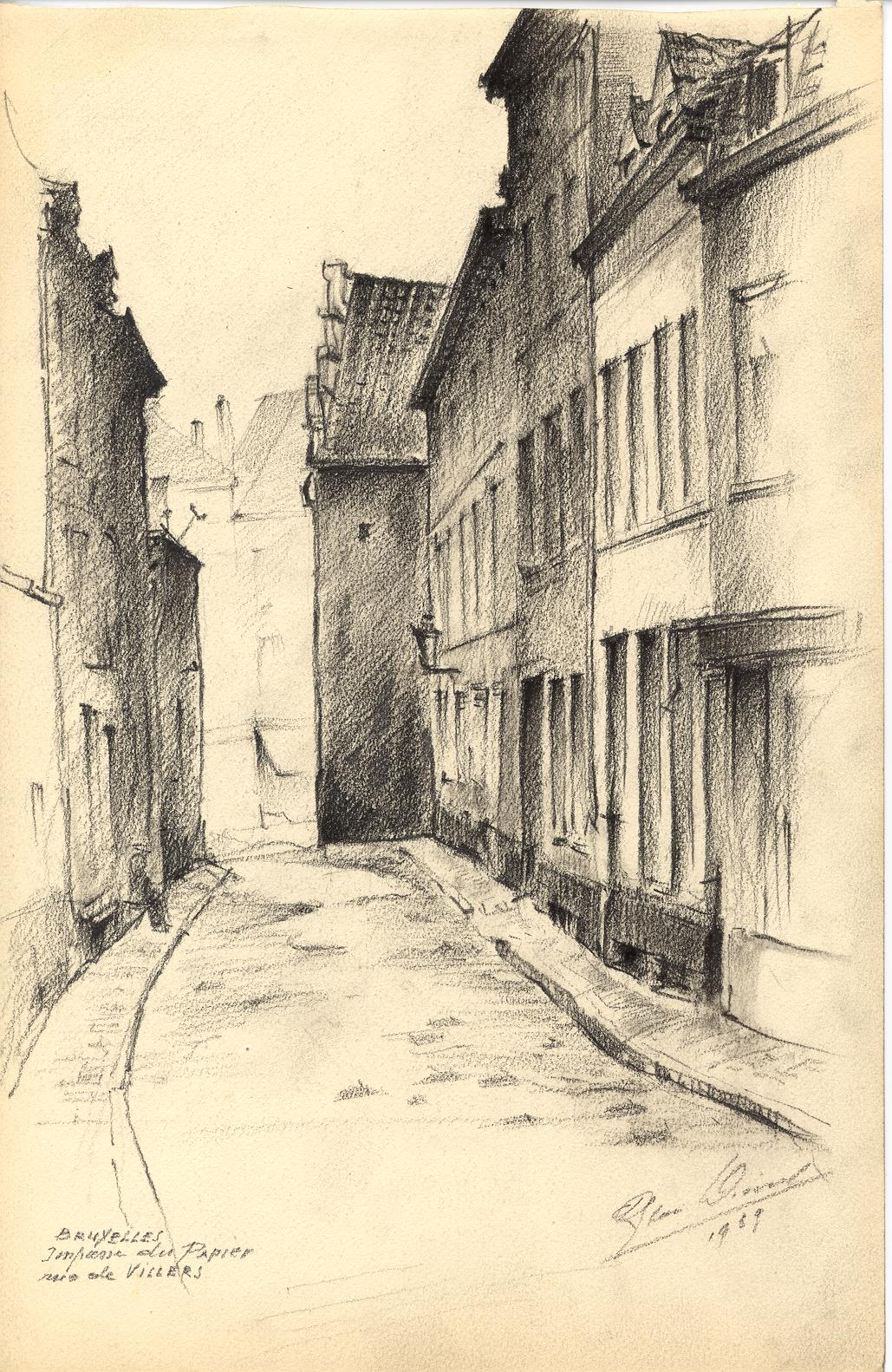
L'impasse du Papier à Bruxelles, dessin par l'architecte Léon van Dievoet, 1939.

L'impasse du Papier, est une impasse disparue de Bruxelles. Elle a été détruite en 1969.
Construite en 1790, elle donnait rue de Villers, 18. Elle s'appelait à l'origine cul-de-sac de la Dame et prit son nom actuel en 1851.
Eugène Bochart, en 1857, la nomme encore impasse des Dames, donnant selon lui aux 14-16 rue de Villers.
Selon Jean d'Osta, elle avait encore 5 maisons et cinquante habitants en 1866.